# (26699) Masoncole
(26699) Masoncole est un astéroïde de la ceinture principale.

## Description
(26699) Masoncole est un astéroïde de la ceinture principale. Il fut découvert le 30 mars 2001 à Socorro (Nouveau-Mexique) par le projet LINEAR. Il présente une orbite caractérisée par un demi-grand axe de 2,35 UA, une excentricité de 0,18 et une inclinaison de 5,3° par rapport à l'écliptique.

## Compléments